# Convoluta pelagica
Convoluta pelagica är en plattmaskart som beskrevs av Lohner och Heinrich Micoletzky 1911. Convoluta pelagica ingår i släktet Convoluta och familjen Convolutidae. Inga underarter finns listade i Catalogue of Life.